# 岡崎京子
岡崎京子（日语：／ Okazaki Kyōko，1963年12月13日—），日本漫畫家。女性。
從1980年代到90年代，她出版了許多優秀的作品，被譽為當時最具代表性的漫畫家之一。然而，1996年，當她正處於作家生涯的巔峰時，卻在一場交通事故中受了重傷，其後遺症實際上結束了本身作家的生涯。
即使在她停止寫作20多年後，其過去的作品仍斷斷續續地再版並拍成電影。

## 來歷
1963年12月13日，岡崎京子出生於東京都世田谷區下北澤，是理髮師的女兒。
自從就讀東京都立松原高等學校以來，她常為橘川幸夫主編的《PUMP》等雜誌貢獻插畫和漫畫。她還和妹妹一起出現在封面上。
其它也為迷你漫畫雜誌《Recycling Circle》提供插圖。許多主題都是新浪潮樂隊，例如New Age Steppers。大約在這個時候，她與加藤賢崇、常盤響、岸野雄一等京濱兄弟社音樂團體的人進行了交流。在跡見學園女子大學短期大學部就讀時，向朋友的同人誌投稿的作品被各大迷你漫畫雜誌《東京成人俱樂部》轉載，並受到《漫畫Burikko》雜誌編輯大塚英志的好評，1983年。她於1981年在《漫畫Burikko》（白夜書房）6月號首次亮相。
1980年代至90年代，她的作品發表於次文化雜誌、漫畫雜誌、時尚雜誌等，並與內田春菊、櫻澤惠理香、原律子等人一起被大眾雜誌介紹為新類型女性漫畫家。岡崎的作品常引用電影、小說、音樂、當代思想書籍等的引言，同時，許多研究岡崎漫畫表達的書籍和雜誌也已經出版。岡崎的作品《惡女羅曼死》榮獲2003年日本新媒體動漫藝術節漫畫部門優秀獎、2004年第8屆手塚治虫文化獎漫畫大獎。
曾擔任岡崎助手的漫畫家有安野夢洋子、吉本良明、Mayutan、千里唱子、坂本大三郎。後來的美術作家工藤琪琪也曾擔任她的助手。

### 遭遇車禍休業
結婚後，1996年5月19日（平成8年）下午6點30分左右，岡崎京子和丈夫在家附近散步時，被酒後駕駛的跑旅車撞上，駕駛肇事逃逸，導致她嚴重受傷，無法自主呼吸，除了意識障礙外，她還被迫停止創作並接受長期治療。
經岡崎家人同意，角川書店於1998年出版了《UNTITLED》。標題是編輯部和家人討論決定的。
事故發生14年後（2010年5月），岡崎坐在輪椅上參加了小澤健二的演唱會，她一直是小澤的粉絲和小澤的親密朋友。
2012年1月，《惡女羅曼死》翻拍成電影，岡崎在事故發生後的首度公開評論。
2015年，她的首次大型個展在東京世田谷文學館舉辦，隨後又前往兵庫縣和福岡縣巡展。

## 單行本列表

### 漫畫
- 《處女》
  - 白夜書房〈白夜Comics〉，1985年 ISBN 4-938256-90-8
  - 河出書房新社〈Kawade Personal Comics 23〉，1989年 ISBN 4-309-72523-6
  - 河出書房新社〈九龍Comics〉，2002年 ISBN 4-309-72826-X
    - 1985年為止發表的短篇集。
- 
  - 白泉社〈JETS COMICS〉，1986年 ISBN 4-592-13100-2
    - 短篇集，收錄了1985年至1986年間發表的13部短篇作品。
- 《第二處女》
  - 雙葉社〈ACTION Comics〉，1986年 ISBN 4575930342
  - 新書版。雙葉社〈ACTION Comics〉，2006年 ISBN 4575940461
    - 週刊漫畫ACTION連載
- 《我愛無聊》
  - 河出書房新社〈Kawade Personal Comics〉，1987年 ISBN 4309725163
  - 新書版。河出書房新社〈九龍Comics〉，2002年 ISBN 4309728278
    - 短篇集
- 《TAKE IT EASY》
  - 講談社《Schola（日语：スコラ）》，〈Burger KC-20〉，1988年 ISBN 4-06-304620-6
  - 講談社《Schola》，〈Burger SC-74〉，1989年 ISBN 4-7962-4018-7
  - 講談社《Schola》，〈SC DELUXE Burger SC-326〉，1994年 ISBN 4-7962-4270-8
  - Sony Magazines（日语：ソニー・マガジンズ）〈BIRZ COMICS DELUXE（日语：バーズコミックス）〉，2000年 ISBN 4-7897-8243-3
  - 幻冬舍Comics〈BIRZ COMICS DELUXE〉，2003年 ISBN 4-344-80347-7
    - 於1986年11月號到1987年3月號在《Comic Burger》上連載。並收錄了一些短篇。
- 《透視畫男孩，全景畫女孩（日语：ジオラマボーイ パノラマガール）》
  - Magazine House〈MAG COMICS〉，1989年 ISBN 978-4-8387-0059-2
  - Magazine House〈MAG COMICS〉，2010年 ISBN 978-4-8387-2165-8
    - 於1988年3月10日號至1988年11月10日在《平凡Punch（日语：平凡パンチ）》上連載。
- 《pink（日语：Pink (岡崎京子の漫画)）》
  - Magazine House〈MAG COMICS〉，1989年 ISBN 978-4-8387-0107-0
  - Bach，Marie and Monthiers，Marie-Françoise，trans.，Casterman，Bruxelles，Belgique，〈SAKKA〉，2007年 ISBN 978-2-203-37345-7 ※法語版。
  - Bach，Marie and Monthiers，Marie-Françoise，trans.，Casterman，Bruxelles，Belgique，〈écritures〉，2007年 ISBN 978-2-203-00192-3 ※法語版。
  - Magazine House〈MAG COMICS〉，2010年 ISBN 978-4-8387-2141-2
  - Vertical，New York，USA，2013年 ISBN 978-1-939130-12-9 ※英語版。
    - 於1989年2月23日號至1989年7月4日號在《New Punch Zaurus（日语：平凡パンチ）》上連載。
- 
  - 講談社〈Me Wide KC61〉，1989年 ISBN 4-06-176561-2
  - 講談社〈Me Wide KC86〉，1990年 ISBN 4-06-176586-8 ※「第2本書」。
  - 講談社〈KCDX704〉，1996年 ISBN 4-06-319704-2 ※合併版。
  - 講談社〈KCDX3252〉，2012年 ISBN 978-4-06-376652-3 ※合併版。
    - 於1987年2月號至1990年5月號在《Me twin（日语：Me (雑誌)）》上連載。
- 《喜歡喜歡討厭》
  - JICC出版局〈寶島comics〉，1989年 ISBN 4-88063-583-9
  - 寶島社〈Wonderland comics〉，2003年 ISBN 4-7966-3148-8
    - 短篇集
- 《巧克力的心情》
  - 扶桑社〈SUKI SUKI BOOKS〉，1990年 ISBN 4594005411
    - 新作品。作為西洋情人節為主題的CD包裝企劃書。
- 《ROCK》
  - JICC出版局，1991年，（寶島COMICS） ISBN 4-7966-0080-9
  - 寶島社，2003年，（寶島COMICS） ISBN 4-7966-3333-2
  - Casterman，Bruxelles，Belgique，〈SAKKA〉，2010年 ISBN 978-2-203-00623-2 ※法語版。
    - 於1989年1月號至1990年9月號在《月刊CUTiE》上連載。
- 《每天巧克力》
  - 每日新聞社，1992年 ISBN 4-620-77035-3
  - 新書版。小學館Creative（日语：小学館クリエイティブ），2009年 ISBN 978-4-7780-3504-4
    - Sony Magazines《PeeWee》連載
- 《快樂屋》
  - 主婦與生活社〈GIGA Comics〉，1992年，上：ISBN 4-391-92015-8 下：ISBN 4-391-92016-6
  - 新書版。主婦與生活社，2006年 ISBN 4-391-92096-4
    - 《Comic GIGA》連載
- 
  - 角川書店，1992年 ISBN 4-04-852378-3
  - 新書版。角川書店〈單行本Comics〉，2004年 ISBN 4-04-853729-6
    - 《月刊KADAKAWA（日语：月刊カドカワ）》連載
- 《危險的二人》
  - 角川書店〈YOUNG ROSÉ COMICS DELUXE〉，1992年 ISBN 4-04-852359-7
  - 角川書店〈單行本Comics〉，2004年 ISBN 4-04-853704-0
    - 於1991年5月號至1992年5月號在《YOUNG ROSÉ（日语：ヤングロゼ）》上連載。
- 《東京酷妹一族（日语：東京ガールズブラボー）》
  - JICC出版局，1993年，上：ISBN 4-7966-0547-9 下：ISBN 4-7966-0548-7
  - 寶島社，2003年，上：ISBN 4-7966-3198-4 下：ISBN 4-7966-3199-2
    - 《CUTiE》連載
- 《愛的生活》
  - 角川書店〈Young rose comics deluxe〉，1993年 ISBN 4-04-852430-5
  - 角川書店〈單行本Comics〉，2004年 ISBN 4-04-853692-3
    - 《YOUNG ROSÉ》連載
- 《Magic Point》
  - 大原麻里子（日语：大原まり子），祥傳社〈FEEL YOUNG COMICS GOLD〉 1993年 ISBN 4-396-76081-7
  - 大原麻里子，祥傳社〈FEEL COMICS〉 2012年 ISBN 978-4-396-76545-3
    - 於1993年4月號至1993年9月號在《FEEL YOUNG》上連載。
- 《我很好／River's Edge》
  - 寶島社 1994年 ISBN 4-7966-0825-7
  - 寶島社〈Wonderland COMICS〉 2000年 ISBN 4-7966-1669-1
  - Casterman，Bruxelles，Belgique，〈SAKKA〉，2007年 ISBN 978-2-203-00619-5 ※法語版。
  - 寶島社，2008年 ISBN  978-4-7966-6698-5
  - 臉譜文化，2014年2月6日 ISBN 978-986-235-311-0 ※台灣中文版。
    - 於1993年3月號至1994年5月號在《月刊CUTiE》上連載。
- 《世界末日（日语：エンド・オブ・ザ・ワールド (漫画)）》
  - 祥傳社〈FEEL YOUNG COMICS GOLD〉，1994年 ISBN 4-396-76101-5
  - 祥傳社〈FEEL COMICS〉，2012年 ISBN 978-4-396-76546-0
    - 短篇集，1992年至1994年間發表的5部短篇作品。
- 《我是你的玩具（日语：私は貴兄のオモチャなの）》
  - 祥傳社〈FEEL COMICS〉，1995年 ISBN 4-396-76136-8
    - 發表於《FEEL YOUNG》的短篇集。封面的標題是《I wanna be your dog》。
- 
  - 角川書店〈YOUNG ROSÉ COMICS DELUXE〉，1995年 ISBN 4-04-852503-4
  - 角川書店〈單行本Comics〉，2004年 ISBN 4-04-853707-5
    - 短篇集，1993年至1994年間發表的4部短篇作品。
- 《吉娃娃羅曼死（日语：チワワちゃん）》
  - 角川書店〈YOUNG ROSÉ COMICS DELUXE〉，1996年 ISBN 4-04-852687-1
  - 角川書店〈單行本Comics〉，2004年 ISBN 4-04-853689-3
    - 短篇集，1994年至1995年發表的5部短篇作品，以及2部短篇新作品。

  - 角川書店〈Asuka Comic DX〉 2018年 ISBN 9784041078488
    - 短篇集，除了「吉娃娃羅曼死」之外，還收錄了「[LOVE, PEACE & MIRACLE -紙の上」、「」、「」、「GIRL OF THE YEAR」、「」、「」。
- 《UNTITLED》
  - 角川書店〈Asuka comics deluxe〉，1998年 ISBN 4-04-852938-2
  - 角川書店〈單行本Comics〉，2004年 ISBN 4-04-853728-8
- 《惡女羅曼死》] 错误：{{Lang}}：无效参数：|3=（帮助）
  - 祥傳社，2003年 ISBN 978-4-396-76297-1
  - Carlsen Verlag，Hamburg，Germany，〈MANGA！〉，2005年 ISBN 978-3-551-78634-0.※德語版。
  - Casterman，Bruxelles，Belgique，〈SAKKA〉，2007年 ISBN 978-2-203-00281-4 ※法語版。
  - Vertical，New York，USA，2013年 ISBN 978-1-935654-83-4 ※英語版。
    - 於1995年7月號至1996年4月號在《FEEL YOUNG》上連載。
      - 2012年上映同名真人電影。
- 《歲月的泡沫（日语：日々の泡）》
  - 鮑希斯·維昂，寶島社 2003年 ISBN 978-4-7966-3275-1.
    - 於1995年7月號至1996年4月號在《月刊CUTiE》上連載。
- 《什麼是愛？》
  - Magazine House〈MAG COMICS〉，2003年 ISBN 4-8387-1398-3
    - 短篇集
- 
  - 文藝春秋，2005年 ISBN 4-16-366780-6
    - 《CREA》連載
- 
  - 雙葉社〈ACTION Comics〉，2006年 ISBN 4575940453
    - 短篇集
- 《東方見聞錄：市中戀愛觀察學講座》
  - 小學館Creative，2008年 ISBN 978-4-7780-3502-0
    - 於1987年4月10日號（1卷1號全卷261號）至1987年10月24日（1冊14號全卷274號）在《週刊Young Sunday》連載。
- 《岡崎京子未刊作品集 森》
  - 祥傳社〈FEEL COMICS〉，2011年 ISBN 978-4396765293
- 《Rarities》
  - 平凡社，2015年 ISBN 9784-582-28797-4

### 文藝
- 伊藤正幸（日语：いとうせいこう）、岡崎京子
  - 講談社，1992年 ISBN 4-06-205659-3
  - 講談社〈KCDX〉，2002年 ISBN 4-06-334637-4
- 
  - 故事集。平凡社，2004年 ISBN 4-582-83212-1
- 
  - 平凡社，2015年 ISBN 978-4-582-83682-0

## 插圖
- 大原麻里子封面、插圖，〈角川文庫〉，1987年 ISBN 4-04-166802-6
- 大原麻里子封面、插圖，〈角川文庫〉，1986年 ISBN 4-04-166801-8
- 齋藤綾子（日语：斎藤綾子）封面，雙葉社，1992年 ISBN 4575231169
- 押切伸一、川勝正幸（日语：川勝正幸）本文插圖，JICC出版局，1990年 ISBN 4-88063-972-9
- 《Ugo Ugo Ruuga（日语：ウゴウゴルーガ）》片尾插圖，富士電視台，1993年
- Sunny Day Service（日语：サニーデイ・サービス）封面，2017年

## 其它
- 「聖誕節特集 流行&搖滾 1989現場表演」聖誕歌曲，1989年12月23日。NHK

## 相關書籍
- 椹木野衣（日语：椹木野衣）  筑摩書房，2000年 ISBN 4-480-82343-3
-  河出書房新社〈文藝別冊，Kawade夢手冊〉2002年 ISBN 4-309-97627-1
- Okazaki principle alliance 編 《Okazaki-ism：岡崎京子 研究讀本》 21世紀box，2002年 ISBN 4-88469-269-1
- 《萩尾望都、岡崎京子、大島弓子》 電影旬報社〈漫畫夜話2（日语：BSマンガ夜話）〉，1999年 ISBN 4-87376-504-8
-  Aspect（日语：スペクト (企業)），2012年 ISBN 4-75722-090-1
- 增俊之編  文藝春秋，2012年 ISBN 4-16375-390-7—也包括岡崎早期的作品
- 杉本章吾 《岡崎京子論》 新曜社，2012年 ISBN 4-78851-306-4
-  平凡社，2015年 ISBN 978-4-582-20679-1

## 腳註

## 外部連結
- ，存于 （日語）